# Thár-sivatag
A Thár-sivatag vagy Nagy-Indiai-sivatag (hindi: थार मरुस्थल, rádzsasztáni: थार मरुधर, urdu: صحراےَ تھر) az indiai szubkontinens északnyugati részén, Pakisztán és India határának két oldalán húzódik. Területe kb. 250 000 km². Hossza kb. 800 km, szélessége kb. 480 km.
A Thár-sivatag túlnyomó része az indiai Rádzsasztán állam területén fekszik, egy része átterjed Pakisztánra, északon, keleten és délen pedig a szomszédos indiai államokra. Nyugaton az Indus völgye határolja, keleten az Aravalli-hegység, észak-ÉNy-on a Szatledzs folyó, délen a gudzsaráti Kaccsh, amely részben sivatagos, részben mocsaras táj. A Thár területének 10-20%-a homoksivatag, míg nagyobb része kő-, kavics-, agyagsivatag, itt-ott bozóttal, kevés fával. Nagy területeket fed szeván-fű (Lasiurus scindicus), valamint mind szívós, kemény, drótszerű, mind pedig pozsgás cserjék és elszórtan nőtt fák.
Egyes helyeken a talajvíz sós, ezért öntözésre alkalmatlan, ennek ellenére egyes mélyedésekben, földteknőkben szegényes búzatermést takarítanak be. A bozótos és füves dűnéken marha- és kecskenyájakat legeltetnek.
A sivatag több vadállatának különleges képessége van, hogy megőrizze a vizet. A kulán (vadszamár) vizet tartalékol a testében és nagymértékű vízvesztést is képes túlélni. A chinkarai gazella ivóvíz nélkül is képes élni úgy, hogy az anyagcsere folyamán a táplálékból vizet állít elő. Nagyszámú madár- rovar-, továbbá emlősfajok is (rókák, sakálok) élnek itt.
A kutatók szerint a régió Kr. e. 2000 és Kr. e. 1500 között kezdett elsivatagosodni, és mai formájában Kr. e. 1300 és Kr. e. 900 között alakult ki.

## Éghajlata
Az évi csapadékmennyiség helytől függően 100-250 mm, ami a monszun 2-3 hónapja alatt hullik le. A hőmérséklet május-júniusban az 50 °C-ot is elérheti.
| Hónap                                   | Jan. | Feb. | Már. | Ápr. | Máj. | Jún. | Júl. | Aug. | Szep. | Okt. | Nov. | Dec. | Év   |
| --------------------------------------- | ---- | ---- | ---- | ---- | ---- | ---- | ---- | ---- | ----- | ---- | ---- | ---- | ---- |
| Rekord max. hőmérséklet (°C)            | 35,8 | 37,8 | 42,3 | 45,8 | 48,0 | 49,2 | 47,0 | 43,3 | 43,3  | 42,2 | 38,8 | 34,4 | 49,2 |
| Átlagos max. hőmérséklet (°C)           | 23,8 | 27,3 | 33,3 | 39,1 | 41,9 | 40,9 | 38,1 | 36,6 | 37,1  | 36,5 | 31,3 | 25,4 | 34,3 |
| Átlagos min. hőmérséklet (°C)           | 9,1  | 12,4 | 18,1 | 23,5 | 26,4 | 27,6 | 27,0 | 25,9 | 25,0  | 21,8 | 15,9 | 10,5 | 20,3 |
| Rekord min. hőmérséklet (°C)            | −5,9 | −4,4 | 3,4  | 10,6 | 15,1 | 17,2 | 20,1 | 19,1 | 12,9  | 8,3  | 2,0  | −0,6 | −5,9 |
| Átl. csapadékmennyiség (mm)             | 1    | 5    | 3    | 7    | 7    | 21   | 59   | 72   | 19    | 3    | 1    | 2    | 202  |
| Forrás: India Meteorological Department |      |      |      |      |      |      |      |      |       |      |      |      |      |

## Főbb városok

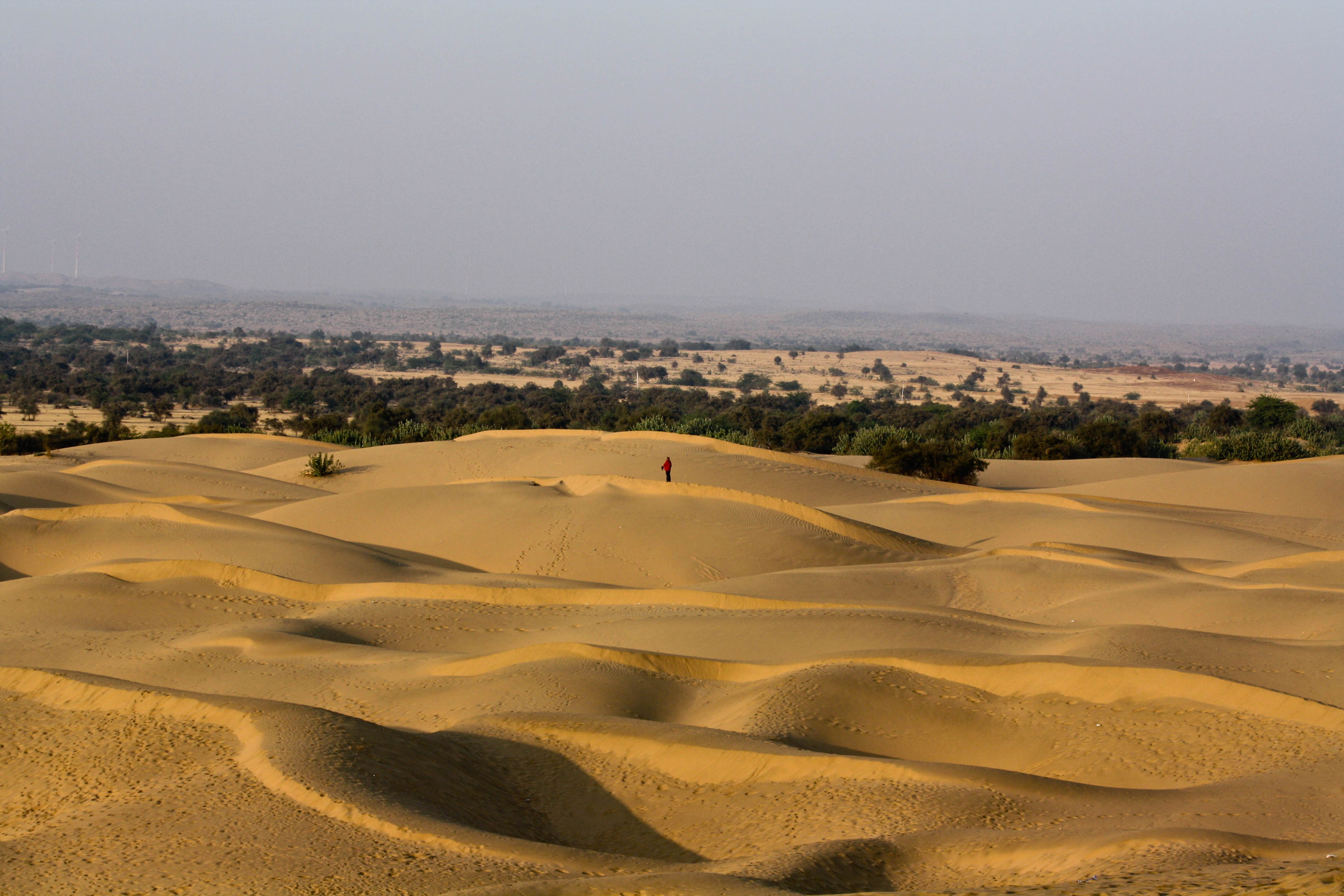
Homokdűnék Rádzsasztánban

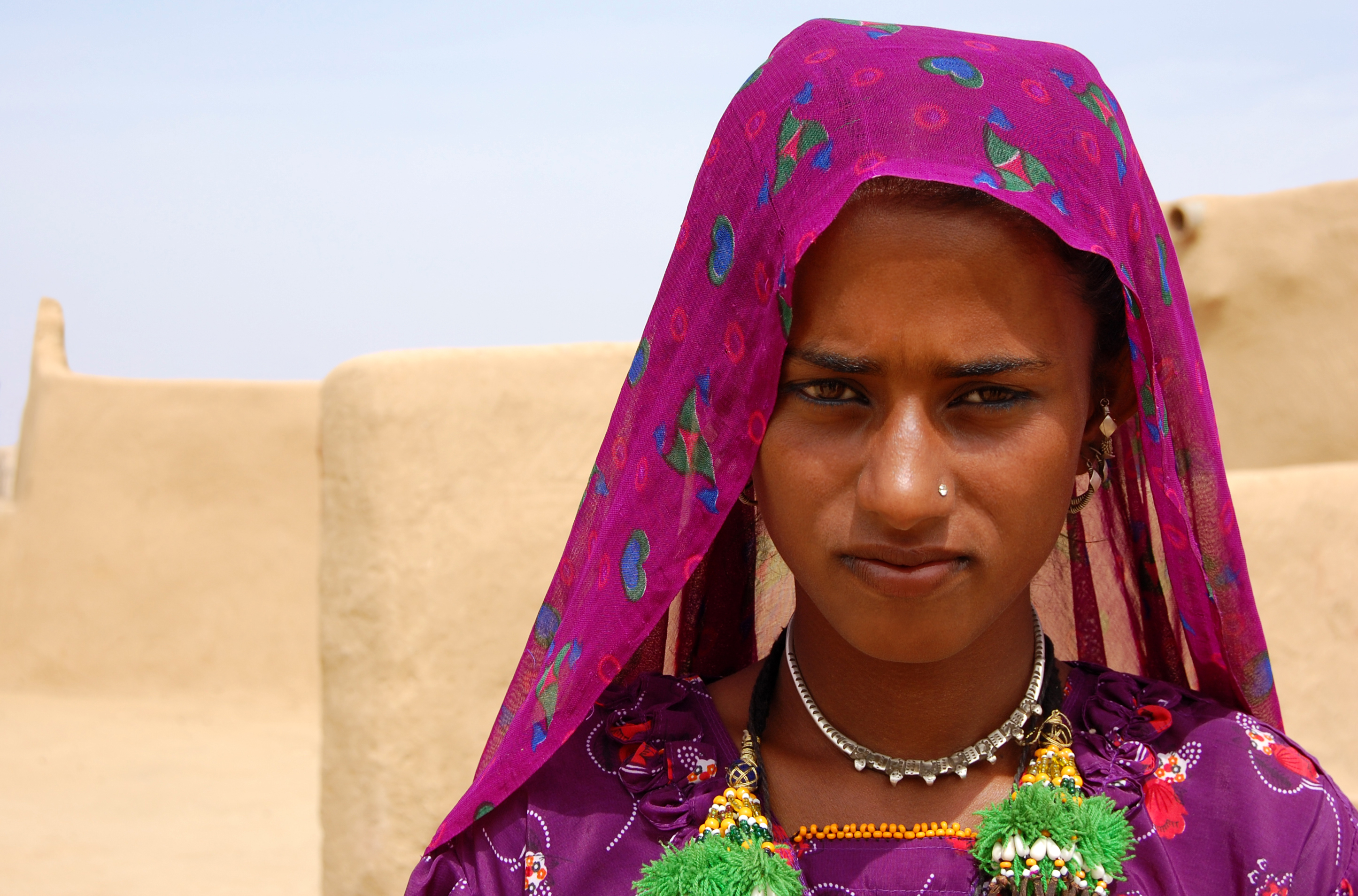
Muszlim lány Dzsaiszalmér környékén

Dzsaiszalmer, Bíkánér, Dzsódhpur.

## Fordítás
- Ez a szócikk részben vagy egészben  a   Thar Desert című angol Wikipédia-szócikk fordításán alapul.  Az eredeti cikk szerkesztőit annak laptörténete sorolja fel. Ez a jelzés csupán a megfogalmazás eredetét és a szerzői jogokat jelzi, nem szolgál a cikkben szereplő információk forrásmegjelöléseként.
- Ez a szócikk részben vagy egészben  a   Thar című német Wikipédia-szócikk fordításán alapul.  Az eredeti cikk szerkesztőit annak laptörténete sorolja fel. Ez a jelzés csupán a megfogalmazás eredetét és a szerzői jogokat jelzi, nem szolgál a cikkben szereplő információk forrásmegjelöléseként.